# Aṅgulimāla
Aṅgulimāla (Lingua pāli; lett. "Collana di dita") è una figura importante nel buddhismo, in particolare all'interno della tradizione Theravada. Descritto come uno spietato brigante che si trasforma completamente dopo una conversione al buddhismo, è visto come l'esempio per eccellenza del potere redentore dell'insegnamento del Buddha e dell'abilità del Buddha come insegnante. Aṅgulimāla è visto dai buddhisti come il "santo patrono" del parto ed è associato alla fertilità nel sud e sud-est asiatico.
La storia di Aṅgulimāla può essere trovata in numerose fonti in pali, sanscrito, tibetano e cinese.
Aṅgulimāla nasce Ahiṃsaka. Cresce come un giovane intelligente a Sāvatthī e durante i suoi studi diventa l'allievo preferito del suo insegnante. Tuttavia, per gelosia, gli altri studenti lo hanno messo contro il suo insegnante. Nel tentativo di sbarazzarsi di Agūlimāla, l'insegnante lo manda in una missione mortale per trovare mille dita umane per completare i suoi studi. Nel tentativo di portare a termine questa missione, Aṅgulimāla diventa un brigante crudele, uccidendo molti e facendo emigrare interi villaggi. Alla fine, questo fa sì che il re invii un esercito per catturare l'assassino. Nel frattempo, la madre di Agulimala cerca di interferire,
quasi facendola uccidere anche da suo figlio. Il Buddha riesce a impedirlo, tuttavia, e usa il suo potere e i suoi insegnamenti per portare Agulimala sulla retta via. Agulimala diventa un seguace del Buddha e, con sorpresa del re e di altri, diventa un monaco sotto la sua guida. Gli abitanti del villaggio sono ancora arrabbiati con Agulimala,
ma questo è in qualche modo migliorato quando Aṅgulimāla aiuta una madre con il parto attraverso un atto di verità.
Gli studiosi hanno teorizzato che Aṅgulimāla possa aver fatto parte di un culto violento prima della sua conversione. L'indologo Richard Gombrich ha suggerito che fosse un seguace di una prima forma di Tantra, ma questa affermazione è stata smentita.
I buddhisti considerano Aṅgulimāla un simbolo di trasformazione spirituale, e la sua storia una lezione che tutti possono cambiare la propria vita in meglio, anche le persone meno probabili. Ciò ha ispirato la cappellania ufficiale della prigione buddhista nel Regno Unito a dare il suo nome alla propria organizzazione.
La storia di Aṅgulimāla è citata nelle discussioni accademiche sulla giustizia e la riabilitazione, ed è vista dal teologo John Thompson come un buon esempio di come affrontare il danno morale e un'etica della cura. Aṅgulimāla è stato oggetto di film e letteratura, con un film thailandese con lo stesso nome che ha scelto di raffigurarlo seguendo le prime fonti,
e il libro "The Buddha and the Terrorist" di Satish Kumar, che adatta la storia come risposta non violenta alla guerra globale al terrore.